# Alexandra (film 2007)
Alexandra, anche indicato come Aleksandra (in russo Александра?), è un film del 2007 scritto e diretto da Aleksandr Sokurov. È stato presentato in concorso al 60º Festival di Cannes il 25 maggio 2007. È stato proiettato in numerosi festival internazionali ed è uscito nelle sale italiane il 30 maggio 2008.

## Trama
Aleksandra Nikolaevna, un'anziana signora russa, va a fare visita al proprio nipote che presta servizio militare sul fronte ceceno. Passa alcuni giorni in compagnia delle truppe e della popolazione del luogo e l'esperienza le lascerà un forte segno.

## Accoglienza critica
Il film in generale è stato lodato dalla critica, sia per i grandi meriti estetici che per il messaggio pacifista, anche se alcuni critici (come Paolo Mereghetti per il Corriere della Sera e soprattutto Alberto Crespi per l'Unità) hanno fatto notare un'eccessiva diplomazia e prudenza politica nel descrivere il conflitto e l'esercito russo, dovuta probabilmente al fatto che Sokurov ha dovuto collaborare con quest'ultimo per poter realizzare il film.